# Drakensbergena gigascutica
Drakensbergena gigascutica  (лат.) — вид прыгающих насекомых трибы Drakensbergenini из подсемейства цикадок Deltocephalinae (Cicadellidae). Южная Африка: Eastern Cape, на высотах до 1690 м. Длина 7—8 мм, тёмно-коричневые или чёрные. Усики очень длинные, почти равны длине тела (их длина 5—6 мм). Короткокрылые с вытянутой вперёд головой.
Голова равна или шире пронотума (голова — 1,1—1,2 мм, пронотум — 1,0—1,1 мм). Оцеллии редуцированы: диаметр оцеллий 28 μm (у самцов 24—31); расстояние между оцеллиями равно 420 μm (у самцов 414—437). Макросетальная формула задних бёдер равна 2+1 или 2+1+1. Латеральный край пронотума без киля. Встречаются в травянистых высотных биомах южной Африки, на склонах с преобладанием Merxmuellera (Poaceae). Вид Drakensbergena gigascutica общим габитусом напоминает вид Drakensbergena ochracea (прежде всего цветом и своими длинными усиками). Структурой гениталий оба этих вида явно отличаются (у D. ochracea генитальная пластинка примерно равна длине лопасти пигофера). Строением гениталий D. gigascutica наиболее похож и стоит ближе к виду Drakensbergena austrina. Вид был впервые описан в 2009 году южноафриканским энтомологом Майклом Стиллером (Michael Stiller, ARC-Plant Protection Research Institute, Queenswood, Претория).